# Charaxes tricolor
Charaxes tricolor är en fjärilsart som beskrevs av Van Someren 1969. Charaxes tricolor ingår i släktet Charaxes och familjen praktfjärilar. Inga underarter finns listade i Catalogue of Life.